# Мадонна Строганова
«Мадонна Строганова» (англ. Stroganoff Madonna) — алтарная картина, созданная сиенским живописцем периода проторенессанса Дуччо ди Буонинсенья около 1300 года. Другие названия картины: «Мадонна Стокле» (англ. Stoclet Madonna), «Мадонна Дуччо из музея Метрополитен» (англ. Duccio’s Metropolitan Madonna). Картина написана темперой на дереве и имеет размер 27,9 × 21 см. Хранится в Метрополитен--музее в Нью-Йорке.

## История
Точная дата создания картины неизвестна. Специалисты, исходя из стилевых особенностей, датируют её последним десятилетием XIII века.
Первый известный владелец картины — граф Г. С. Строганов, который, по его собственному утверждению, приобрёл её у какого-то тосканского антиквара. Он же первым атрибутировал её как работу Дуччо. Строганов продемонстрировал картину на выставке старинного сиенского искусства в Палаццо Публико в Сиене в 1904 году. Она произвела большое впечатление на знатоков и специалистов, которые подтвердили аттрибуцию. Картина и вся коллекция графа хранилась в его римском палаццо.
После этого на протяжении ста лет картина находилась в частных коллекциях и почти не выставлялась. После смерти Строганова в 1910 году этим произведением владели его наследники, у которых её приобрёл брюссельский меценат Адольф Стокле. В 1930-х годах картину дважды выставляли, но после смерти коллекционера в 1949 году она была почти недоступна даже для исследователей.
В 2004 году картина была приобретена нью-йоркским музеем Метрополитен за рекордную для него сумму, превышающую 45 миллионов долларов (оценка экспертов, точная сумма официально не была названа).
Большинство специалистов подтверждают авторство Дуччо и датировку картины концом XIII века. Однако есть и другие мнения. Например, историк искусства профессор Джеймс Бек утверждал, что «Мадонна Строганова» — подделка XIX века.

## Описание
«Мадонна Строганова», выполненная на деревянной панели небольшого размера (27,9 × 21 см) была предназначена, вероятно, для небольших частных помещений. Нижний край старинной рамы несёт на себе следы пламени свечей, которые когда-то горели под образом. Некоторые эксперты полагают, что «Мадонна» была первоначально центральной частью полиптиха, но об остальных частях ничего не известно.
В. Н. Лазарев писал, что в этот период Дуччо остаётся в основном в рамках византийской традиции и лишь в некоторых аспектах воспринимает ренессансные влияния: светотеневые переходы становятся более мягкими, формы обретают бо́льшую округлость и предметность. Он, как и другие исследователи, обращает внимание на идущий вдоль нижнего края картины карниз, один из первых в своём роде, как бы отделяющий её сакральное пространство от внешнего мира. Карниз покоится на кронштейнах, изображённых в перспективе. В дальнейшем подобного рода композиции с Мадонной, стоящей у парапета, стали весьма популярны у итальянских художников и достигли своего расцвета почти два века спустя в творчестве Джованни Беллини.
В то же время, в «Мадонне Строганова» отразились мотивы готики и влияние Джованни Пизано, работавшего в Сиене в это же время. Дуччо вводит в свою композицию новый мотив: младенец с подкупающей детской нежностью тянется к платку, покрывающему голову Марии.

«Мадонна» из собрания Стокле является подлинной жемчужиной в творчестве мастера; никогда Дуччо не создавал более мягкого и лиричного образа, никогда его палитра не достигала большей утонченности. Зеленовато-синие, серо-фиолетовые, розовые (с оранжевым оттенком) и серовато-зеленые тона даются здесь в таких изощренных цветовых сочетаниях, что краска приобретает характер драгоценного металла.— В. Н. Лазарев